# 梅花旗全國大學棒球錦標賽
梅花旗大學棒球錦標賽為中華民國棒球協會所主辦的國內棒球賽事，其前身為梅花旗棒球賽。

## 賽事簡介
梅花旗大學棒球錦標賽是由中華民國棒球協會所主辦的國內棒球賽事，其前身為梅花旗棒球賽，於民國六十八年（1979年）12月29日首度在台北市立棒球場開打，由味全（文化）與葡萄王（輔仁）兩隊交手，每次進行七戰四勝制的奪旗對抗賽。但舉辦三次即因葡萄王停止贊助輔仁大學棒球隊而中斷，其間輔仁大學奪旗兩次、文化大學一次。
在停辦十五年後，中華民國棒球協會於1996年恢復本項比賽，由各大專院校棒球隊參與，並改制為梅花旗大學棒球錦標賽，並打造一面價值一百萬日圓（約值三十萬台幣）的新錦旗，規定凡連續三屆奪旗者可永久保存此旗。復辦之初，預賽採雙循環賽制，預賽前兩名球隊再進行三戰兩勝制的「奪旗賽」；但在2005年以後，由於參賽球隊逐屆增多，於是改採雙敗淘汰制。梅花旗復辦之後，亦曾於1998年、2000年～2001年兩度因故停辦，統計至2008年為止，共已舉辦十屆比賽。
總計梅花旗復辦後的十屆賽事中，以文化大學七次奪冠最多，不過在2005年以前，均未能連續三屆奪冠，取得永久保存冠軍錦旗的資格。而在2008年冠軍賽中，文化大學由廖文揚與鄭凱文、羅嘉仁三位投手以6比0聯手完封臺灣體大桃園校區，並奪下第十屆冠軍，創下梅花旗歷史上首度奪下三連霸的紀錄，終於獲得永久保留冠軍錦旗的殊榮。

## 賽制
每次進行七戰四勝制的奪旗對抗賽。此外主辦單位打造了一面新錦旗，規定賽事連續三屆奪旗者即可永久保存此旗。復辦初期，預賽採雙循環賽制，預賽前兩名球隊之後進行三戰兩勝制的「奪旗賽」；2005年之後，參賽球隊逐漸增多，於是改採雙敗淘汰制。

## 各屆賽況
| 屆次                               | 舉辦年份 | 參賽隊伍 | 冠軍     | 亞軍     |
| ---------------------------------- | -------- | -------- | -------- | -------- |
| 改制前（梅花旗棒球賽）             |          |          |          |          |
| 第01屆                             | 1979年   | 2        | 輔仁大學 | 文化大學 |
| 第02屆                             | 1980年   | 2        | 文化大學 | 輔仁大學 |
| 第03屆                             | 1981年   | 2        | 輔仁大學 | 文化大學 |
| 改制後（梅花旗全國大學棒球錦標賽） |          |          |          |          |
| 第01屆                             | 1996年   | 4        | 文化大學 | 輔仁大學 |
| 第02屆                             | 1997年   | 4        | 文化大學 | 台北體院 |
| 第03屆                             | 1999年   | 4        | 台北體院 | 文化大學 |
| 第04屆                             | 2002年   | 8        | 文化大學 | 台北體院 |
| 第05屆                             | 2003年   | 7        | 文化大學 | 台北體院 |
| 第06屆                             | 2004年   | 9        | 輔仁大學 | 台灣體院 |
| 第07屆                             | 2005年   | 13       | 國立體院 | 嘉義大學 |
| 第08屆                             | 2006年   | 13       | 文化大學 | 嘉藥大學 |
| 第09屆                             | 2007年   | 13       | 文化大學 | 國立體院 |
| 第10屆                             | 2008年   | 13       | 文化大學 | 國立體院 |
| 第11屆                             | 2009年   | 15       | 國立體大 | 文化大學 |
| 第12屆                             | 2010年   | 14       | 文化大學 | 國立體大 |
| 第13屆                             | 2011年   | 16       | 國立體院 | 嘉義大學 |
| 第14屆                             | 2012年   | 17       | 文化大學 | 國立體大 |
| 第15屆                             | 2013年   | 18       | 文化大學 | 開南大學 |
| 第16屆                             | 2014年   | 22       | 國立體大 | 文化大學 |
| 第17屆                             | 2015年   | 22       | 文化大學 | 輔仁大學 |
| 第18屆                             | 2016年   | 22       | 文化大學 | 開南大學 |
| 第19屆                             | 2017年   | 23       | 文化大學 | 國立體大 |
| 第20屆                             | 2018年   | 24       | 台灣體大 | 南華大學 |
| 第21屆                             | 2019年   | 25       | 文化大學 | 台北市大 |
| 第22屆                             | 2020年   | 23       | 文化大學 | 台灣體大 |
| 第23屆                             | 2021年   | 22       | 台灣體大 | 國立體大 |
| 第24屆                             | 2022年   | 22       | 台灣體大 | 開南大學 |
| 第25屆                             | 2023年   | 22       | 台東大學 | 國立體大 |
| 第26屆                             | 2024年   | 22       | 國立體大 | 美和科大 |

## 外部連結
- 102年梅花旗大學棒球錦標賽獎勵名單 （页面存档备份，存于）